# Панајот Папакостопулос
Панајот Папакостопулос (Велвендо, 1820 – Београд, 29. мај 1879) био је угледни београдски лекар, професор у београдској гимназији и један од оснивача Српског лекарског друштва.

## Биографија
Панајот Папакостопулос родио се 1820. године у варошици Велвенду, Македонија. Основну школу завршио је у родном Велвенду, а гимназију и филозофију у Кожанима. Панајот Папакостопулос се 1835. године преселио у Нови Сад, где је давао часове грчког језика трговцима, а једно време био је и учитељ у грчкој основној школи. Дружећи се са Србима, научио је српски, а у војвођанској средини и немачки језик. Након пет година отишао је у Беч, где је уписао Медицински факултет. Да би скупио паре за живот и школовање давао је часове грчког језика и певао је у грчкој цркви.

## Долазак и рад у Београду
Као доктор, дошао је у Београд 1853. године, где је започео своју лекарску праксу. Августа 1853. године постављен је указом за професора грчког језика у београдској гимназији. Крајем школске године 1854. напустио је Београд и отишао у Серез (Грчка), где је наредне три године радио као лекар. Октобра месеца 1857. године вратио се поново у Београд, са супругом Ефталијом, где је наставио да ради као лекар и професор у београдској гимназији. На својим часовима Папакостопулос се трудио да у својим ђацима развије љубав према класичној књижевности и грчком језику. Често би по читаве часове причао о сродности грчког и старословенског језика, о сличној историјској судбини Грка и Срба. Био је веома омиљен професор, како међу колегама, тако и међу ђацима. Надимак му је би добри Папа. Као професор радио је до 1874. године, када је 3. октобра постављен за окружног лекара у београдском округу. Много је волео професорску службу. На растанку са колегама и ђацима рекао је:
Ја сам од 1842. до 1874. био непрекидно учитељ, и у самом Бечу поучавао сам туђу децу и медицину учио. Вратив се у Београд 1853. године Августа 12. постао сам професор јелинског језика у београдској ђимназији, у којој сам 18 ½ год успешно служио. Дакле непрестано сам био у мом животу или учитељ или ученик.
Као лекар радио је до своје смрти. Умро је у Београду 29. маја 1879. године.

## Породица
Панајот Папакостопулос био је ожењен Ефталијом, са којом је имао петоро деце: Перукла, Еуфросину, Платона, Аспазију и Клеанта. Живели су у кући, у Београду, Космајска 38.

## Српско лекарско друштво
Велика открића у области медицине учинила су да су лекари морали проналазити начине да редовно прате свакодневне новине у овој научној области. Један од начина било је и оснивање лекарских друштва, где су могли да размењују искуства, спремају или слушају предавања.
Српско лекарско друштво је основано 22. априла 1872. на иницијативу др Владана Ђорђевића. На првом састанку оснивачке скупштине било је присутно 15 београдских лекара: Панајот Папакостопулос, Аћим Медовић, Јован Машин, Ђорђе Клинковски, Јован Валента, Јосиф Хољец, Бернард Брил, Сава Петровић, Јулијус Ленк, Марко Полак, Владан Ђорђевић, Петар Остојић и зубни лекар Илија Ранимир. Оснивачима су се убрзо придружили још и Јосиф Панчић и Младен Јанковић, који су приликом првог састанка били одсутни.

## Књижевни рад
Свој књижевни рад Панајот Папакостопулос почео је касније, у својим педесетим годинама живота. Требало му је више времена да научи добро да пише српски. Као Грк углавном је преводио дела са грчког на српски језик. Најпознатији његов превод је Хомерова Одисеја.

## Галерија
- Јелински језик
- Exequien oder Leichen-Begräbniss für Laien der griechisch-orthodoxen Christen
- Исократова беседа : савет Димонику
- Одисија : Омиров спев у XXIV песме